# 岐阜市岐南町組合立厚八中学校
岐阜市岐南町組合立厚八中学校（ぎふしぎなんちょうくみあいりつ こうはちちゅうがっこう）は、かつて岐阜県羽島郡岐南町にあった公立中学校。

## 概要
- 岐阜市と羽島郡岐南町の組合立の中学校であり、校区は岐阜市の一部（旧・稲葉郡厚見村）、及び岐南町の一部（旧・羽島郡八剣村）であり、厚見小学校と西小学校の児童が進学した。
- 生徒数の増加による教室不足、及び隣接する境川の改修工事で校地の一部が無くなることもあり、1973年に厚見中学校と岐南中学校に分割され、廃校。
- 校舎は厚見中学校校舎として1982年まで使用された。跡地は整備され、1984年に厚八運動場となり、岐阜市と岐南町の共同管理の施設となっている[1][2]。また、岐阜県道77号岐阜環状線（旧・国道21号）の新境川橋の下流約20mには、厚見地区の生徒のための通学用の橋が境川に残っている。

## 沿革
- 1950年（昭和25年）
  - 8月15日 - 八剣村立八剣中学校と厚見村茜部村組合立厚茜中学校が統合され、新たに厚見村茜部村八剣村組合立厚八中学校が開校。校区は羽島郡八剣村、及び稲葉郡厚見村、茜部村。統一校舎は無く、旧・八剣中学校を八剣教室、厚見小学校に厚見教室、茜部小学校に茜部教室を設置。
  - 8月20日 - 茜部村が岐阜市に編入される。旧・茜部村の生徒は岐阜市立加納中学校へ転入となり、厚見村八剣村組合立厚八中学校に改称する。茜部教室を廃止。
- 1952年（昭和27年）4月25日 - 厚見村と八剣村の境の現在地に校舎が完成。当時の所在地は稲葉郡厚見村上川手[注釈 2]。八剣教室、厚見教室を廃止。
- 1955年（昭和30年）2月11日 - 厚見村が岐阜市に編入される。それに伴い岐阜市八剣村組合立厚八中学校に改称する。
- 1956年（昭和31年）9月26日 - 八剣村と上羽栗村が合併し、岐南村となる。同年10月1日、岐南村は町制施行し、岐南町となる。これに伴い、岐阜市岐南町中学校組合立厚八中学校となる。
- 1959年（昭和34年）3月27日 - 図書館が完成。
- 1960年（昭和35年）10月5日 - 特別教室が完成。
- 1961年（昭和36年）5月10日 - 南舎（木造2階建）が完成。
- 1964年（昭和39年）5月4日 - 体育館が完成。
- 1967年（昭和42年）7月5日 - プールが完成。
- 1971年（昭和46年）3月15日 - 南々舎が完成。
- 1973年（昭和48年）3月31日 - 岐阜市立厚見中学校と岐南町笠松町中学校組合立岐南中学校に分割され、廃校。